# Revisore generale per il Galles
Il revisore generale per il Galles (in lingua gallese: Archwilydd Cyffredinol Cymru ed in lingua inglese: Auditor General for Wales) è il funzionario pubblico responsabile del Wales Audit Office, l'organismo responsabile dell'audit del governo gallese, dei suoi enti pubblici, degli organismi del servizio sanitario nazionale e del governo locale in Galles. Il revisore generale per il Galles è responsabile della revisione di 20 miliardi di sterline di denaro dei contribuenti ogni anno.
È una nomina statutaria fatta da Sua Maestà la Regina, in conformità con le disposizioni dell'Allegato 8 al Government of Wales Act 2006.
Il primo revisore generale a tempo pieno per il Galles, Jeremy Colman, è stato nominato il 1º aprile 2005 per un periodo iniziale di 5 anni, successivamente prorogato nel 2009 per altri 3 anni. Colman si è dimesso nel febbraio 2010 dopo un'indagine interna presso il Wales Audit Office e successivamente si è dichiarato colpevole di possesso di pornografia infantile.
Il revisore generale ad interim, Gillian Body, si è assunto la responsabilità della gestione dell'Ufficio prima della nomina di Huw Vaughan Thomas, dal 1º ottobre 2010.